# Vikhvatinets

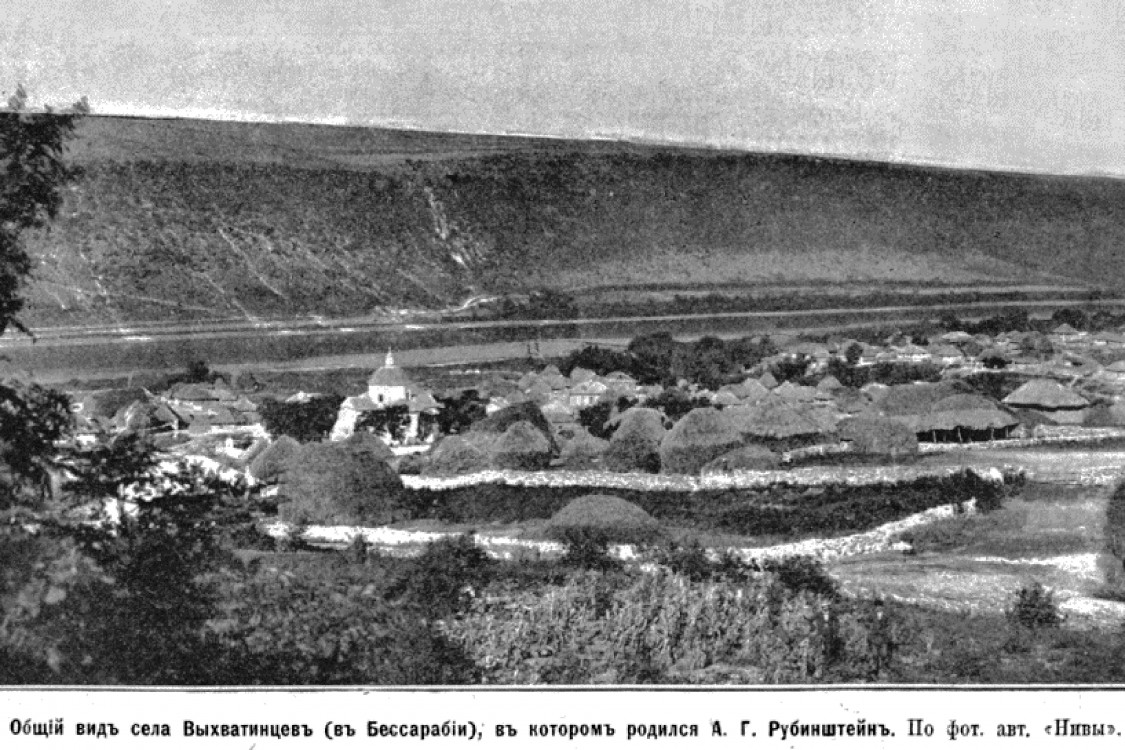

Ofatinţi, em ukr... Vikhvatinets, em russo Vykvatintsy, é um povoado próximo a Rîbniţa na Transnístria. Historicamente, fazia parte do Império Russo, e possui um pequeno porto no rio Dniestre.